# ブラック・スネーク・モーン
『ブラック・スネーク・モーン』（Black Snake Moan）は、2006年のアメリカ映画。

## ストーリー
アメリカ南部の片田舎。そこに住む初老の農夫ラザラスは、過去にブルース・ミュージシャンとして活躍していたが、現在は敬虔なクリスチャンとして教会に通う毎日を送っていた。だが、彼の妻はそんな彼に愛想を尽かし、彼の弟と関係を持って家から出ていってしまった。それが原因で心に孤独を抱える彼は、ある朝、道端に血まみれで倒れている半裸の女性を発見する。彼女の名はレイ。幼少時に受けた虐待のトラウマから、現在はセックス依存症になってしまっていた。彼女は前の晩、彼氏のロニーが新兵訓練所に入隊した寂しさを紛らわすために、パーティで酒とドラッグに溺れた挙句、ロニーの友人を侮辱したことで酷い暴力を受け、道端に捨てられてしまったのだった。ラザラスはレイを自宅まで連れて帰り、手厚く介抱する。そして彼女が心に深い闇を抱えていることを見抜くのだった。ラザラスはレイを救うことこそが自らの使命だと信じ、自分なりの治療法を試すことにする。早速彼は彼女を鎖で繋ぎ、部屋に監禁する。レイはそんな彼を激しく罵倒するが、治療を続けていくうちに心に変化が生じていく。

## キャスト
※括弧内は日本語吹替
- ラザラス（ラズ）・レッド - サミュエル・L・ジャクソン（手塚秀彰）
- レイ - クリスティーナ・リッチ（小林沙苗）
- ロニー - ジャスティン・ティンバーレイク（浪川大輔）
- アンジェラ - S・エパサ・マーカーソン（西宏子）
- R.L. - ジョン・コスラン・Jr（宝亀克寿）
- リンカーン - ネイマス・K・ウィリアムズ（加藤悦子）
- テロン - デヴィッド・バナー（間宮康弘）
- ギル - マイケル・レイモンド＝ジェームズ（最上嗣生）
- ハーマン - ジョン・スティール（北川勝博）
- ローズ・ウッズ - アドリアーニ・レノックス（英語版）
- サンディ - キム・リチャーズ
- 本人役 - サン・ハウス（記録映像）（大塚周夫）